# Prosena dorsalis
Prosena dorsalis là một loài ruồi trong họ Tachinidae.